# 마르케타 본드로우쇼바
마르케타 본드로우쇼바(체코어: Markéta Vondroušová, 체코어 발음: [ˈmarkɛːta ˈvondrou̯ʃovaː], 1999년 6월 28일~)는 체코의 테니스 선수이다. 여자 테니스 협회(WTA) 세계 랭킹 6위까지 도달했으며, 2023년 윔블던 선수권 대회 여자 단식 부문에서 우승하면서 시드 배정을 받지 않은 여자 선수로는 최초로 그랜드 슬램 우승을 차지했다. 또한 2019년 프랑스 오픈에서 준우승을 하면서 10대 선수로는 10여년 만에 그랜드 슬램 결승 진출자가 되었다. 그녀는 WTA 투어 결승 6회 진출하여 2회 우승을 차지했으며 2020년 하계 올림픽 여자 단식에서 은메달을 획득했다.